# Male Pill Part 13
Albums de Squarepusher
Squarepusher Plays...
(1996) Vic Acid
(1997)
Male Pill Part 13 est un EP du musicien anglais de musique électronique Squarepusher, sorti sur le label Rephlex Records en 1997.
L'EP ne contient qu'un seul morceau, Male Pill Part 13, également publié sur l'album Hard Normal Daddy sorti à peu près au même moment. Il n'est disponible que sous forme d'un disque vinyle gravé sur une seule face.

## Pistes
| Face A | Face A            | Face A | Face A | Face A | Face A | Face A | Face A | Face A | Face A |
| No     | Titre             | Durée  |        |        |        |        |        |        |        |
| ------ | ----------------- | ------ | ------ | ------ | ------ | ------ | ------ | ------ | ------ |
| 1.     | Male Pill Part 13 | 8:38   |        |        |        |        |        |        |        |
| 8:38   |                   |        |        |        |        |        |        |        |        |